# Das Omen (2006)
Das Omen ist ein US-amerikanischer Horrorfilm aus dem Jahr 2006 und eine Neuverfilmung des Filmes Das Omen aus dem Jahr 1976. Die Regie führte John Moore, der aufgrund seiner Bewunderung für die ursprüngliche Version des Films diesen unbedingt neu verfilmt haben wollte. Der Film wurde zur Unterscheidung vom Original zuerst The Omen: 666 betitelt, bei Veröffentlichung jedoch nur mit dem Originaltitel The Omen versehen. Zu Beginn der Dreharbeiten schon litt der Film unter massivem Zeitdruck, da bereits im Vorfeld angekündigt wurde, dass der Film am (symbolisch ausgewählten) 6. Juni 2006 (also 666, eine Anspielung auf die biblische Zahl des Tiers) weltweit in den Kinos anlaufen werde.

## Handlung
Als sein Kind bei der Geburt stirbt, nimmt der amerikanische Diplomat Robert Thorn auf Anraten des Spitalpfarrers in Rom ein verwaistes Neugeborenes als sein Baby an, dessen Mutter zur selben Zeit wie sein eigenes bei der Entbindung verstorben sein soll. Seine Frau Katherine lässt er im Glauben, es sei ihr leiblicher Sohn. Bald darauf wird Robert Thorn als Botschafter nach London berufen. Damien wächst dort wohlbehütet auf, es häufen sich jedoch die Anzeichen, dass mit ihm etwas nicht stimmt. Seine Mutter geht sogar soweit anzunehmen, er sei nicht ihr Sohn.
Damiens Kindermädchen springt an seinem Geburtstag während der Gartenfeier vom Dach des Anwesens und erhängt sich dabei, nachdem sie verkündet hat, sie würde dies für Damien tun. Die neu eingestellte Nanny Mrs. Baylock gibt sich übermäßig fürsorglich. Weitere Auffälligkeiten häufen sich: kaum kommt Damien in die Nähe von Kirchen, verhält er sich sehr mysteriös und aggressiv. Beim Besuch im Zoo sind die Tiere in seiner Nähe stark verängstigt. Dennoch verschließt Robert Thorn weiterhin die Augen vor diesen Anzeichen, selbst als der Priester Brennan auftaucht und behauptet, Damien sei der personifizierte Antichrist. Die mysteriösen Todesfälle halten an, so wird der Priester Brennan durch eine sich nach einem Blitzeinschlag vom Dach einer Kirche lösende und herabstürzende Eisenstange durchbohrt. Kurz zuvor hatte er Robert Thorn vor einer vermeintlichen Gefahr für seine erneut schwangere Frau Katherine gewarnt.
Der Presse-Fotograf Keith Jennings tritt an Robert Thorn heran, um ihm Anomalien auf Fotografien zu zeigen, die er bei der Geburtstagsfeier und dem Besuch des Priesters geschossen hat. So sind den Bildern artefaktartige Lichtreflexe zu entnehmen, die sich bei dem Kindermädchen wie ein Strick um ihren Hals legen und den Priester wie ein Speer zu durchbohren scheinen. Auf einem Selbstporträt Jennings’ entdeckt dieser bei sich ähnliche Artefakte und befürchtet das nächste Todesopfer zu werden.
Nachdem Katherine Thorn unter Beteiligung von Damien verunglückt und dabei schwer verletzt wird, machen sich Thorn und Jennings gemeinsam auf den Weg nach Rom, um mehr über das mysteriöse Kind in Erfahrung zu bringen. Als sie feststellen, dass das Krankenhaus kurz nach Damiens Geburt abgebrannt ist, suchen sie in einem abgelegenen Kloster den ehemaligen, durch den Brand schwer entstellten Spitalpfarrer auf, der sie zu einem alten Friedhof schickt. Dort entdecken sie das Grab von Damiens angeblicher Mutter, in dem sich das Skelett eines Schakals befindet. In einem anderen Grab stoßen sie auf den Leichnam von Robert Thorns wahrem Sohn, dessen Schädelverletzungen seine Ermordung belegen.
Zur selben Zeit bringt Mrs. Baylock im Krankenhaus in London Katherine Thorn um. Als Robert Thorn vom Tod seiner Frau erfährt, begibt er sich – wie zuvor von Priester Brennan geraten – mit Keith Jennings nach Megiddo, um dort Carl Bugenhagen zu treffen. Dieser erklärt ihnen einen Ritus, wie Damien auf dem Altar einer Kirche mit sieben Messern getötet werden muss, um dadurch die Macht des Antichristen zu brechen. Thorn ergreift angewidert die Flucht, ändert jedoch seine Meinung, als sich die Vorsehung erfüllt und der Fotograf Jennings bei einem scheinbaren Unfall enthauptet wird.
Robert Thorn kehrt nach London zurück und entdeckt voller Entsetzen unter dem Haupthaar von Damien das von Bugenhagen prophezeite Muttermal in Form der Zahl 666. Bei dem Versuch, Damien aus seinem Kinderbett in eine Kirche zu verschleppen, nimmt die Polizei die Verfolgung auf, nachdem Mrs. Baylock von Robert Thorn überfahren wurde. Gerade als er Damien auf dem Altar den tödlichen Stoß versetzen will, wird er in letzter Sekunde von einem Einsatztrupp erschossen. Er erhält ein Staatsbegräbnis, bei welchem auch der Präsident der Vereinigten Staaten, der Taufpate von Thorn, anwesend ist. Damien steht neben ihm, hält seine Hand und dreht sich in der Schlussszene hintergründig lächelnd um.

## Unterschiede zum Original

### Zeitlich bedingte Unterschiede
Zwischen dem Originalfilm und der Neuverfilmung liegen dreißig Jahre und so ist der Film auch an die Zeit, in der er gedreht wurde, angepasst. Dies zeigt sich in der Handlung daran, dass Damien so z. B. seiner Mutter nicht mehr durch das Aneinanderstoßen von Billardkugeln auf die Nerven geht, sondern diesmal durch den Lärm eines Videospieles. Das Dreirad, das Damien fuhr, als er seine Mutter rammte, ist nun einem zeitgemäßen Roller gewichen, ebenso betrachtet der Fotograf seine Bilder nun digital. Vom Tod des Priesters erfährt Robert Thorn nicht aus der Zeitung, sondern durch eine von Keith Jennings verschickte E-Mail an ihn. Im Original fragt Robert Thorn den Fotografen, ob die 666 auf der Haut des toten Priesters von einem Konzentrationslager stammen könnte, in der Neuverfilmung wird dieser Verdacht wegen des Alters des Priesters, der die NS-Zeit so nicht miterlebt haben kann, nicht ausgesprochen. Bei der Analyse der Apokalypse durch den Fotografen wird zudem gesagt, dass das aufsteigende Römische Reich der Europäischen Union entspricht, die 2006 deutlich bedeutender ist als noch in den 70ern.

### Darstellerische Unterschiede
Die Handlung der Neuverfilmung weicht so gut wie nicht vom Original ab, einige Sätze wurden sogar direkt von der Vorlage übernommen. Unterschiede finden sich daher mehr in den Details der Ausgestaltung, wo manche Aspekte erweitert oder ergänzt werden. Hat die „Mutter“ Damiens nur den Verdacht, dass mit ihrem „Sohn“ etwas nicht stimmt, wird in der neuen Version sichtbar, dass sie zudem Albträume hat, in denen sie etwa sieht, wie Damien sie von hinten anfällt oder mit einem Galgenstrick vor seiner Mutter steht. Während im Original nur gezeigt wird, dass Robert Thorn zum Botschafter in Großbritannien ernannt wird, sieht man in der neuen Version, dass er zuerst nur dessen Stellvertreter werden sollte, der ursprüngliche Kandidat aber bei einem vermeintlich zufälligen Verkehrsunfall getötet wird und so Thorn nachrückt. Thorns Gattin stirbt im Original, nachdem sie von Mrs. Baylock aus dem Fenster des Krankenhauses gestoßen wird. Im Remake sieht man, wie das Kindermädchen zusammen mit Damien das Krankenhaus besucht und sie – während Damien die Wache mit seinem eindringlichen Blick erstarren lässt – mit einer Spritze Luft in einen Schlauch injiziert, so dass Katherine Thorn durch eine Embolie verstirbt. Das Kindermädchen, das von Robert Thorn ursprünglich nach einem Kampf im Haus erstochen wird, wird nun von Thorn mit dem Auto überfahren. Der Fotograf wird nicht durch die verrutschende Ladung Glasplatten eines ins Rollen gekommenen Lastwagens enthauptet, sondern durch ein umherschwingendes Schild, das durch den herabfallenden Hammer eines Dachdeckers gelöst wurde (Das Motiv des zurückrollenden Lastwagens taucht dafür nun allerdings bei der ergänzten Szene auf, in der der ursprünglich vorgesehene Botschafter ums Leben kommt, hier ereignet sich dann jedoch eine Explosion). Weitere kleinere Unterschiede sind, dass der Kampf mit den Hunden auf dem Friedhof nun im Winter spielt, Thorn seine Frau kurz vor ihrer Ermordung nicht mehr telefonisch erreichen kann sowie die aggressiven Primaten im Zoo nun in einem Innengebäude die Scheiben zertrümmern und nicht mehr in einem Freigehege Damien und seine „Mutter“ im Auto überfallen.

### Neue Szenen
Völlig neu hingegen sind die Szenen, in denen Damien in der Küche von seiner Mutter erwischt wird, wie er sich einen Toast macht. Ebenso wie der Prolog, der im Vatikan spielt, und in dem dem Papst das nahe Eintreten der in der Offenbarung beschriebenen Vorgänge verkündet wird, wobei dies anhand von modernen Ereignissen wie den Terroranschlägen am 11. September 2001, der Tsunami-Katastrophe im Indischen Ozean oder dem Absturz der Raumfähre Columbia bezeugt wird, welche den biblischen Beschreibungen entsprechen. Auch der Tod des Papstes am Ende des Films taucht im Original nicht auf.

## Hintergrund

### Hommage an andere Filme
Nachdem Vater Brennan das Gespräch mit Robert Thorn beendet hat, kann man eine rote Gestalt mit Kapuze deutlich im Hintergrund vorbeilaufen sehen, was eine Anspielung auf den Film Wenn die Gondeln Trauer tragen (Don't Look Now) von 1973 ist.
In ihrem Vorstellungsgespräch als Kindermädchen bei dem Ehepaar Thorn erwähnt Mrs. Baylock (gespielt von Mia Farrow), dass sie „seit fast 40 Jahren“ Kinder erzieht. Der Film Rosemaries Baby entstand 1968 und spielt im Jahre 1966. 40 Jahre, bevor die Neuverfilmung von Das Omen gedreht wurde.
Bevor der Junge seine Mutter mit dem Tret-Roller vom Stuhl stürzt, erinnern die Kamera-Einstellungen an Stanley Kubricks Shining.

### Darsteller
Ursprünglich war Rachel Weisz für die Rolle der Katherine Thorn vorgesehen, jedoch musste sie wegen ihrer Schwangerschaft absagen und wurde durch Julia Stiles ersetzt.
Mia Farrow wurde als Damiens Kindermädchen Mrs. Baylock auf Empfehlung von Julia Stiles besetzt. In dem Film Rosemaries Baby, den Roman Polański 1968 drehte, stellte sie in der Hauptrolle die Mutter des Antichristen dar.
Harvey Stephens, der im Original Damien spielte, bekam in The Omen einen kleinen Nebenauftritt als Reporter.

### Namensgebung
Die Bedeutung des Namens Damien leitet sich aus dem altgriechischen Damianos ab, was so viel wie „der mächtige Mann“ bedeutet. Der Name fand allgemein durch den hl. Damian Verbreitung, einen Arzt und Märtyrer.
Häufig wird der Name fälschlicherweise mit dem griechischen Gott Daimon in Verbindung gebracht, von dem sich in der englischen Sprache des Teufels Namen „Dämon“ (engl. demon) ableitet und der zugleich klanglich mit dem Namen „Damien“ verwandt ist.
Im Neuen Testament taucht das Wort daimon lediglich einmal (Matthäus 8, 31) auf, wo es als Bezeichnung für den Teufel gebraucht wird, für den üblicherweise das Wort daimonion Verwendung findet.

### Drehorte
Gedreht wurde überwiegend in Tschechien, hier vor allem in der Gegend rund um die Hauptstadt Prag. Weitere Drehorte in Tschechien waren Kuttenberg sowie Kladrau und Eisgrub. Die Jerusalem-Szenen wurden in Matera (Italien) gedreht.

## Kritiken
„So weit, so teuflisch alte wie neue Story. Doch nicht nur die Geschichte wird praktisch auf die Einstellung genau kopiert, auch die sogenannten kreativen Tode entsprechen dem Original. […] Die Morde werden mit Phantasie, Stimmung und Sinn für Situationskomik exekutiert. Die sporadischen Schockmomente wirken kalt kalkuliert und funktionieren genau deshalb auf den Punkt. […] Was sich also über den alten “Omen” im guten wie im schlechten sagen ließe, trifft im großen und ganzen auch auf das Remake zu. Und das kann angesichts des damaligen Erfolges eigentlich nur ein gutes Omen sein.“

„Altmodischer, aber packender Gruselfilm, der die Spannung am Ende dermaßen anzieht, dass man sich wie in einer Achterbahn fühlt.“

„Warum man Richard Donners Das Omen von 1976 neu verfilmen musste, bleibt wohl das Geheimnis der Filmemacher. Nur das Startdatum 6.6.06 reicht als Rechtfertigung für diesen langweiligen Schmu nicht aus. Denn wer den 76er-Film kennt, droht hier einzuschlafen, da den Macher absolut nichts Neues eingefallen ist. Da nützt auch Mia Farrow als böses Kindermädchen wenig!“

„Der im Fahrwasser einschlägiger Verschwörungstheorien angesiedelte Film setzt in erster Linie auf handfeste, stets der Oberfläche verhaftete Genreunterhaltung, wobei aber vor allem die engagierten Darsteller durchaus überzeugen.“

„Regisseur Moore hat eine Reihe guter Schauspieler gewonnen: Liev Schreiber als Robert Thorn macht die beste Figur, Julia Stiles als seine Frau Katherine bleibt etwas blass. Das kann man von Mia Farrow, die das Kindermädchen Mrs. Baylock mit der notwendigen Diabolik verkörpert, nicht sagen. Die Schauspielerin ist sichtlich in ihrem Element. David Thewlis, Michael Gambon und Pete Postlethwaite geben Nebenrollen ausreichend Profil. 'Das Omen' ist auffallend gut und eindringlich fotografiert.“

## Synchronisation
Die deutschsprachige Synchronisation wurde nach dem Dialogbuch und der Dialogregie von Lutz Riedel bei der Film- & Fernseh-Synchron GmbH, München durchgeführt.
| Rolle                | Schauspieler             | Synchronsprecher |
| -------------------- | ------------------------ | ---------------- |
| Robert Thorn         | Liev Schreiber           | Marco Kröger     |
| Katherine Thorn      | Julia Stiles             | Ranja Bonalana   |
| Pater Brennan        | Pete Postlethwaite       | Roland Hemmo     |
| Carl Bugenhagen      | Michael Gambon           | Otto Mellies     |
| Steven Haines        | Marshall Cupp            | Lutz Riedel      |
| Damien Thorn         | Seamus Davey-Fitzpatrick | Johann Hillmann  |
| Dr. Becker           | Nikki Amuka-Bird         | Peggy Sander     |
| Dr. Greer            | Richard Rees             | Marcus Off       |
| Keith Jennings       | David Thewlis            | Udo Schenk       |
| Mrs. Baylock         | Mia Farrow               | Dagmar Heller    |
| Secret Service Agent | Curtis Matthew           | Thomas Wolff     |
| Tom Portman          | Reggie Austin            | Robin Kahnmeyer  |